# Saison 2010 des Red Sox de Boston
La saison 2010 des Red Sox de Boston est la 110e saison en ligue majeure pour cette franchise. Les Red Sox ne se qualifient pas pour les séries éliminatoires pour la deuxième fois en sept ans.

## Intersaison

### Arrivées
- L'agent libre Marco Scutaro[1] rejoint les Red Sox le 4 décembre 2009.
- Le lanceur Boof Bonser, acquis des Twins du Minnesota le 10 décembre[2].
- Le lanceur partant John Lackey signe comme agent libre le 15 décembre[3].
- Le joueur de champ centre Mike Cameron (ex-Brewers de Milwaukee) rejoint les Red Sox le 16 décembre. Il était agent libre[4].
- Adrián Beltré signe chez les Red Sox de Boston le 7 janvier 2010. Il s'engage pour une saison contre 9 millions de dollars avec une option sur une deuxième saison à 5 millions de dollars[5].
- Le lanceur Joe Nelson signe un contrat des ligues mineures[6].
- Le deuxième but Kevin Frandsen est acquis des Giants de San Francisco le 26 mars[7].
- Le releveur Scott Schoeneweis signe un contrat des ligues mineures le 26 mars[8].

### Départs
- Le lanceur Javier López signe avec les Pirates de Pittsburgh le 18 décembre 2009[9].
- Devenu agent libre, le voltigeur Jason Bay signe le 5 janvier 2010 avec les Mets de New York[10].

### Prolongations de contrats
-

### Ligue des pamplemousses
35 rencontres de préparation sont programmées du 3 mars au 3 avril à l'occasion de cet entraînement de printemps 2010 des Red Sox.
Avec 17 victoires et 14 défaites, les Red Sox terminent 5e de la Ligue des pamplemousses et enregistrent la 4e performance des clubs de la Ligue américaine.

## Saison régulière

### Classement
| Ligue américaine (Division Est) | V  | D  | %    | GB |
| ------------------------------- | -- | -- | ---- | -- |
| Rays de Tampa Bay               | 96 | 66 | .593 | -  |
| Yankees de New York             | 95 | 67 | .586 | 1  |
| Red Sox de Boston               | 89 | 73 | .549 | 7  |
| Blue Jays de Toronto            | 85 | 77 | .525 | 11 |
| Orioles de Baltimore            | 66 | 96 | .407 | 30 |

### Résultats
| Légende              | Légende             | Légende       |
| victoire des Red Sox | défaite des Red Sox | match reporté |
| -------------------- | ------------------- | ------------- |

## Draft
Le joueur de deuxième but Kolbrin Vitek est le premier choix des Red Sox lors de la Draft MLB 2010.

## Affiliations en ligues mineures
| Niveau         | Equipe            | Ligue                   | Manager        | Vic. | Déf. | Classement                |
| -------------- | ----------------- | ----------------------- | -------------- | ---- | ---- | ------------------------- |
| AAA            | Pawtucket Red Sox | International League    | Torey Lovullo  | 66   | 78   | 4e de la Division nord    |
| AA             | Portland Sea Dogs | Eastern League          | Arnie Beyeler  | 70   | 71   | 3e de la Division est     |
| Advanced A     | Salem Red Sox     | Carolina League         | Kevin Boles    | 73   | 65   | 2e de la Division sud     |
| A              | Greenville Drive  | South Atlantic League   | Billy McMillon | 77   | 62   | Finaliste                 |
| Short Season A | Lowell Spinners   | New York-Penn League    | Bruce Crabbe   | 24   | 50   | 4e de la Division Stedler |
| Rookie         | GCL Red Sox       | Gulf Coast League       | Dave Tomlin    | 31   | 28   | 2e de la Division sud     |
| Rookie         | DSL Red Sox       | Dominican Summer League | Jose Zapata    | 37   | 35   | 6e de la Division BC nord |